# Michael Costigan

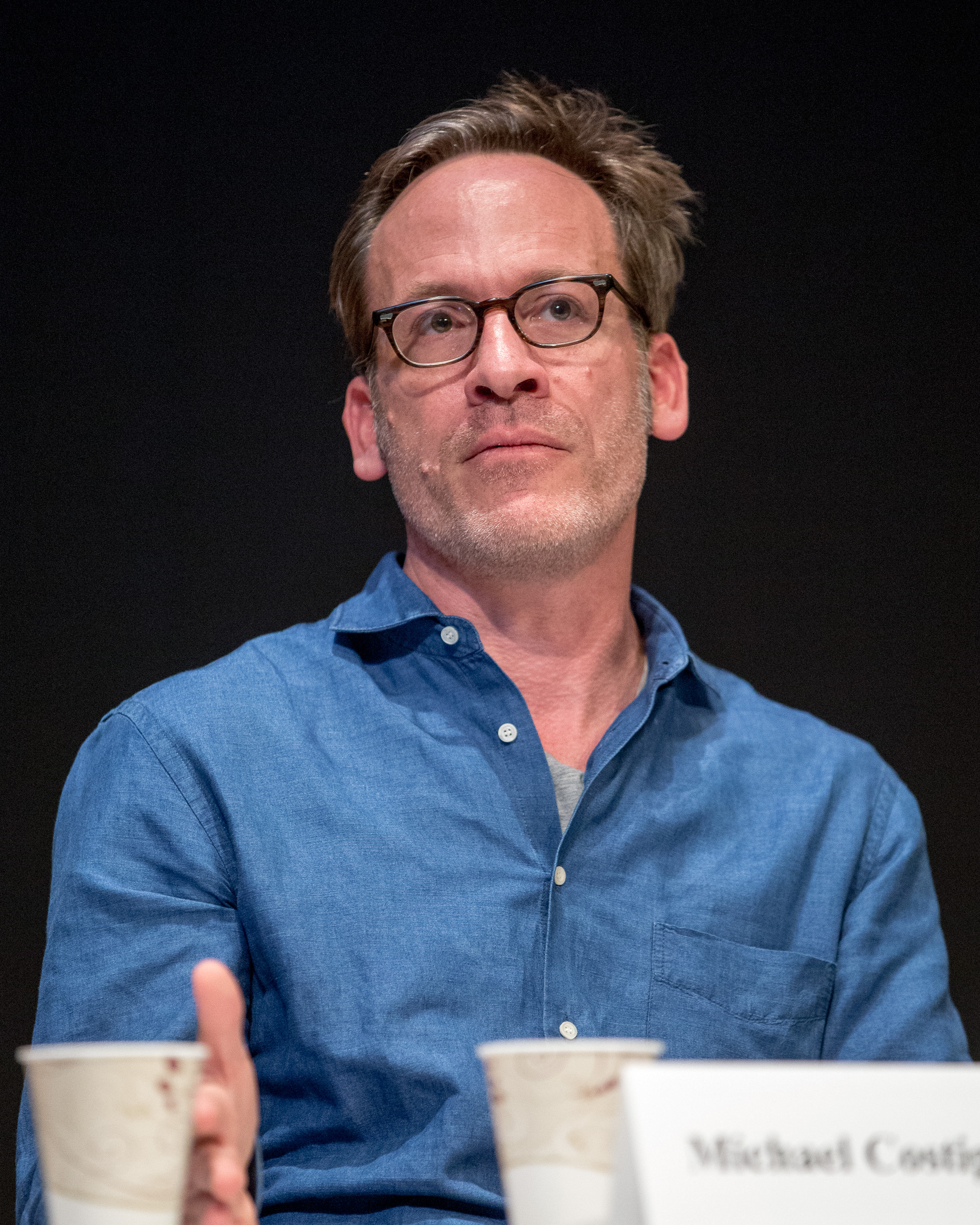
Michael Costigan, 2015

Michael Costigan ist ein US-amerikanischer Filmproduzent.

## Leben
Michael Costigan studierte an der Brown University in Providence, Rhode Island und machte dort 1990 seinen Abschluss. Von 1992 bis 2001 war er für Sony Pictures Entertainment als stellvertretender Vorsitzender (Executive Vice President) tätig. 2001 gründete er seine eigene Produktionsfirma Corduroy Films. 2014 war er Executive Producer von Ang Lees Film Brokeback Mountain.
Von 2005 bis 2012 war er Präsident der Ridley Scott Associates (RSA), einer britischen Gesellschaft, die Film- und TV-Film produzierte. 2012 gab er seine Ämter bei Ridley Scott auf und gründete die Produktionsgesellschaft COTA Films, um ausschließlich als Produzent zu arbeiten. 2013 schlossen er und COTA einen Zweijahresvertrag mit Sony.
2017 wurde er in die Academy of Motion Picture Arts and Sciences (AMPAS) aufgenommen, die alljährlich die Oscars vergibt.

## Filmografie
Produzent
- 2006: Blendende Weihnachten (Deck the Halls)
- 2007: Smart People
- 2009: Das schwarze Herz (Tell-Tale)
- 2010: Cyrus
- 2010: Willkommen bei den Rileys (Welcome to the Rileys)
- 2011: Inconscio italiano
- 2012: Being Flynn
- 2012: The Polar Bears (Kurzfilm)
- 2013: The East
- 2013: Stoker
- 2013: Auge um Auge (Out of the Furnace)
- 2013: Walking Stories (Kurzfilm)
- 2015: A Bigger Splash
- 2017: Ghost in the Shell
- 2018: Dumplin’
- 2019: Extremely Wicked, Shockingly Evil and Vile
- 2019: Lying and Stealing
- 2020: Uncle Frank
- 2023: Your Place or Mine
- 2023: Hit Man

Executive Producer
- 2005: Brokeback Mountain
- 2007: American Gangster
- 2008: Der Mann, der niemals lebte (Body of Lies)
- 2009: Die Entführung der U-Bahn Pelham 123 (The Taking of Pelham 123)
- 2010: Robin Hood
- 2012: Prometheus – Dunkle Zeichen (Prometheus)
- 2013: The Counselor
- 2020: The Outsider (Miniserie, 10 Episoden)
- 2020: A Teacher (Miniserie, 10 Episoden)
- 2022: Mord im Auftrag Gottes (Under the Banner of Heaven, Miniserie, 7 Episoden)